# ادگار آلوارز

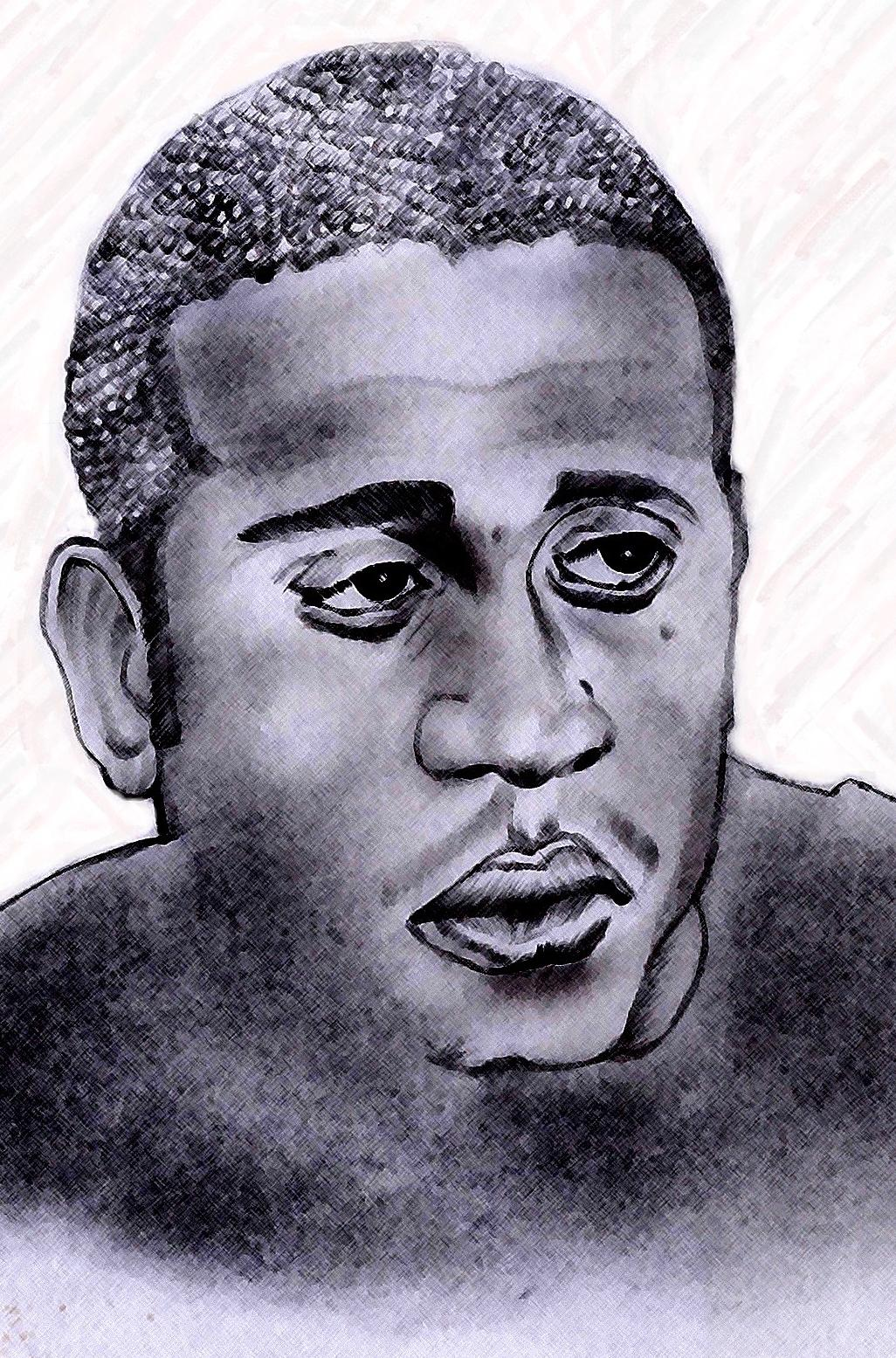
ادگار آلوارز

ادگار آلوارز (اسپانیایی: Edgar Álvarez‎؛ زاده ۹ ژانویهٔ ۱۹۸۰) یک بازیکن فوتبال اهل هندوراس است.